# Terraplè d'Aşıklı
El Terraplè d'Aşıklı, o Aşıklı Höyük, és considerat el primer poblament neolític trobat amb l'origen datat pel 9é mil·lenni a.C. i està situat a Kızılkaya, província d'Aksaray, Turquia. Està format per unes 800 habitacions i 70 enterraments,
Els primers habitants vivien en estructures redones soterrades, que més tard es construïren al nivell de la superfície, en forma quadrada i el material de les parets eren blocs de tova. Practicaren una agricultura de xicoteta escala que més avant fou més gran; domesticaren animals; i processaren el coure, sent la tecnologia de coure d'Aşıklı la més antiga. També es realitzà l'operació quirúrgica de cervell més antiga de la història per ara registrada. Tenien accés a materials d'origen volcànic com l'obsidià i la roca volcànica, a més que treballaven materials com granit i basalt.